# Jan Chalecki
 (août 2018).
 (août 2018).
Si vous disposez d'ouvrages ou d'articles de référence ou si vous connaissez des sites web de qualité traitant du thème abordé ici, merci de compléter l'article en donnant les références utiles à sa vérifiabilité et en les liant à la section « Notes et références ».
Jan Chalecki, né à Aminty en 1807 et mort le 21 décembre 1879 à Paris, est un général polonais de l'insurrection polonaise de 1863-1864, participant de la Commune de Paris.

## Biographie
Issu de la noblesse tatare chrétienne, Jan est le fils d'Albert Chalecki.
Il est mort à Paris à l'âge de 72 ans.